# Manoir des Hommes
Le manoir des Hommes appelé aussi manoir du Homme est situé à Saint-Pierre-en-Auge dans le département du Calvados et la région Normandie.

## Localisation
Le manoir est situé dans l'ancienne commune de Saint-Martin-de-Fresnay intégrée en 1973 à la commune de L'Oudon, elle-même devenue le 1er janvier 2017 une commune déléguée au sein de la commune nouvelle de Saint-Pierre-en-Auge.

## Historique
L'édifice date du XVIe ou du début du XVIIe, puis agrandi et remanié au XVIIIe.
Le manoir est sans doute bâti à l'attention de la famille Le Normand, réputé noble en 1651.
L'édifice appartint à François Leroy, député royaliste du Calvados à partir du 7 septembre 1791. Il y fut assassiné à l'arme blanche par une bande de révolutionnaires le 11 février 1799,.
L'édifice est inscrit partiellement au titre des monuments historiques le 11 avril 1975 en particulier les façades et les toitures.

## Architecture
Le manoir est bâti à pans de bois et en pierre. L'entrée possède deux colonnes de pierre pourvues d'un fronton.